# 무창국민학교 기산분교
무창국민학교 기산분교는 경상북도 영양군 영양읍 기산길 191-11에 있었던 초등학교이다.

## 연혁
- 1947년 10월 10일 송하국민학교 기산분교 설립인가
- 1947년 11월 5일 개교
- 1948년 9월 1일 제1회 신입생 입학
- 1950년 6·25전쟁으로 인해 임시휴교
- 1969년 8월 14일 벽돌조 교사 1동 증축
- 1971년 3월 1일 기산국민학교 승격
- 1980년 3월 1일 무창국민학교 기산분교장 개편
- 1993년 3월 1일 화천국민학교 통폐합